# 惠慈
惠慈（韓語：혜자，？—623年），高句丽和尚，他于595年由高句丽來到日本，他是圣德太子的老师。
他來日本是为了传教，居于法兴寺，与飛鳥寺百济和尚慧聰，被称为三宝之棟樑。615年他回高句麗註解法华經。日本淨土宗与他有关。国書日出處天子致書日沒處天子有人说是他提议寫的。目的是离间日隋关系。日本書紀对他评價很高，说他与圣德太子一样“聖”。